# Martha McSally
Martha McSally, née le 22 mars 1966 à Warwick (Rhode Island), est une militaire et femme politique américaine.
Membre du Parti républicain et pilote de chasse dans l'armée américaine, elle est élue de l'Arizona à la Chambre des représentants des États-Unis de 2015 à 2019. Elle ne se représente pas à un troisième mandat du fait de sa candidature au Sénat des États-Unis lors des élections de 2018, à l'occasion desquelles elle est battue de peu par Kyrsten Sinema, candidate du Parti démocrate. Cependant, à peine un mois plus tard, elle est nommée à l'autre siège de l'État par le gouverneur Doug Ducey, en remplacement du démissionnaire Jon Kyl. Elle affronte l'ancien astronaute Mark Kelly lors des élections de 2020 pour finir le mandat courant jusqu'en 2023, mais est battue par celui-ci.

## Biographie

### Formation et profession
Martha McSally est la cadette d'une famille de cinq enfants. À 18 ans, après avoir été sexuellement agressée par son entraîneur d'athlétisme, elle rejoint l'Académie de l'air. Elle sert en Irak en 1995, où elle est chargée d'assurer le respect de la zone d'exclusion aérienne. Elle est alors la première femme pilote à participer à des combats et à commander un escadron de combat. Elle quitte l'armée avec le grade de colonel. En 2001, elle porte plainte contre le secrétaire à la Défense Rumsfeld pour abroger le règlement obligeant les militaires américaines à porter l'abaya en dehors des bases américaines en Arabie saoudite. Elle obtient le changement du règlement. Elle quitte l'United States Air Force en 2010. En mars 2019, elle a annoncé avoir été violée par un officier quand elle travaillait pour l'armée .

### Représentante au Congrès fédéral

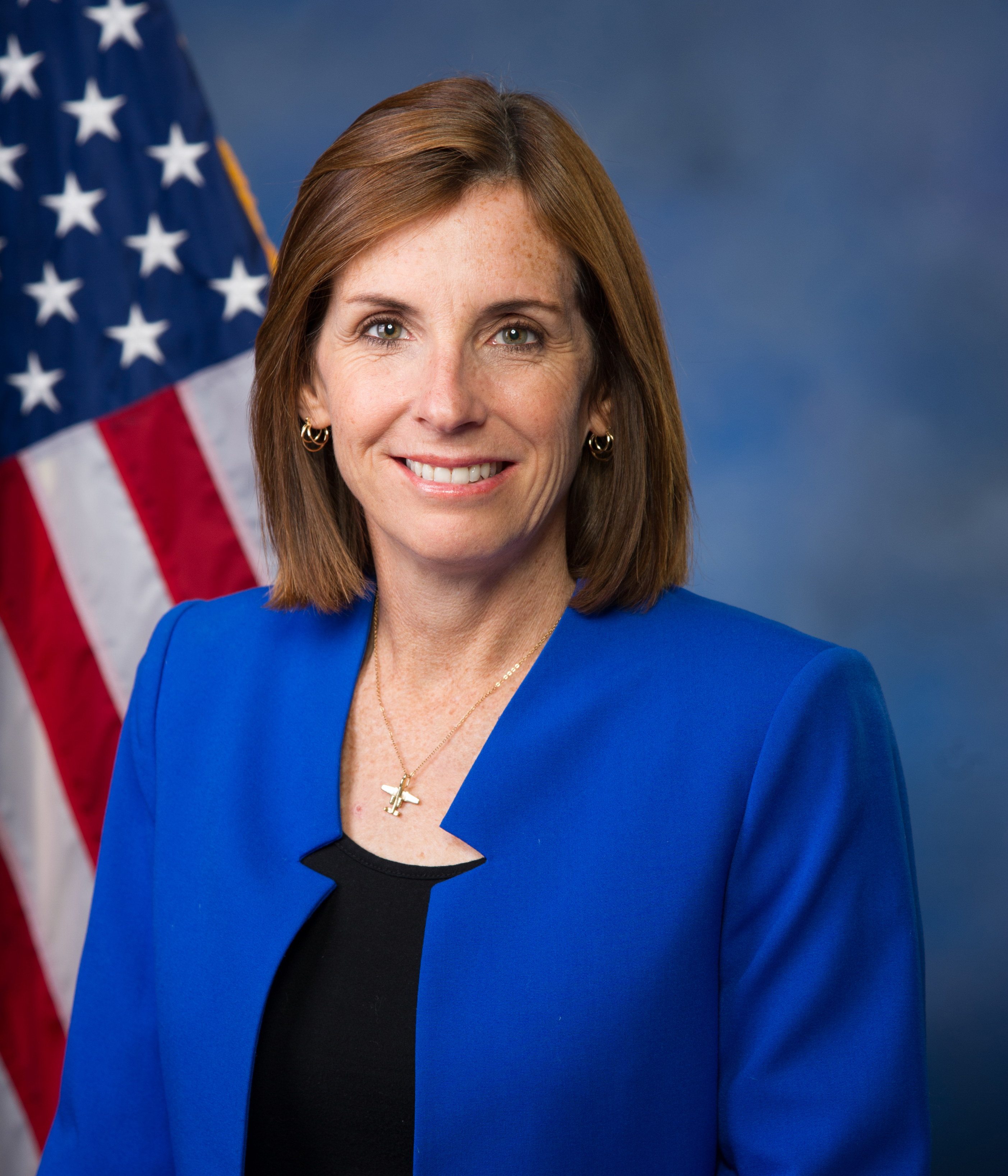
Martha McSally en 2015.

Après la démission de la représentante démocrate Gabrielle Giffords, blessée lors d'une fusillade, McSally est candidate à l'élection partielle de juin 2012 dans le 2e district de l'Arizona. Elle arrive seconde de la primaire républicaine derrière Jesse Kelly. C'est Ron Barber, l'assistant de Giffords également blessé lors de la fusillade, qui est élu à la Chambre des représentants des États-Unis.
Elle est à nouveau candidate en novembre 2012, dans un district redécoupé. Comprenant le comté de Cochise et une partie du comté de Pima, il s'agit de l'un des districts les plus compétitifs du pays. Elle est la favorite de la primaire républicaine face à Mark Koskiniemi, peu connu. Elle le bat avec 82 % des suffrages. Lors de l'élection générale, elle est battue de peu par Barber, rassemblant 49,6 % des voix. Mitt Romney arrive cependant en tête du district lors de l'élection présidentielle concomitante.
Elle se présente une troisième fois en 2014. Elle remporte facilement la primaire républicaine avec environ 70 % des suffrages. En raison de la faible avance de Barber en 2012, celui-ci est considéré comme en danger. Elle remporte l'élection de justesse, mais compte tenu de l'écart entre les deux candidats, un recompte obligatoire a lieu. Six semaines après les élections, elle est officiellement déclarée vainqueure avec 167 voix d'avance. 
À la Chambre des représentants, elle siège à la commission des forces armées et à la commission sur la sécurité intérieure.
Elle est candidate à un deuxième mandat en 2016. Disposant de fonds importants, elle est considérée comme favorite face au démocrate Matt Heinz pour l'élection de novembre. Elle est réélue avec 57 % des suffrages, dans une circonscription qui donne pourtant cinq points d'avance à Hillary Clinton à la présidentielle. Lors de la campagne, elle refuse d'appeler à voter pour Donald Trump pour l'élection présidentielle.

### Sénatrice des États-Unis

#### Élection manquée

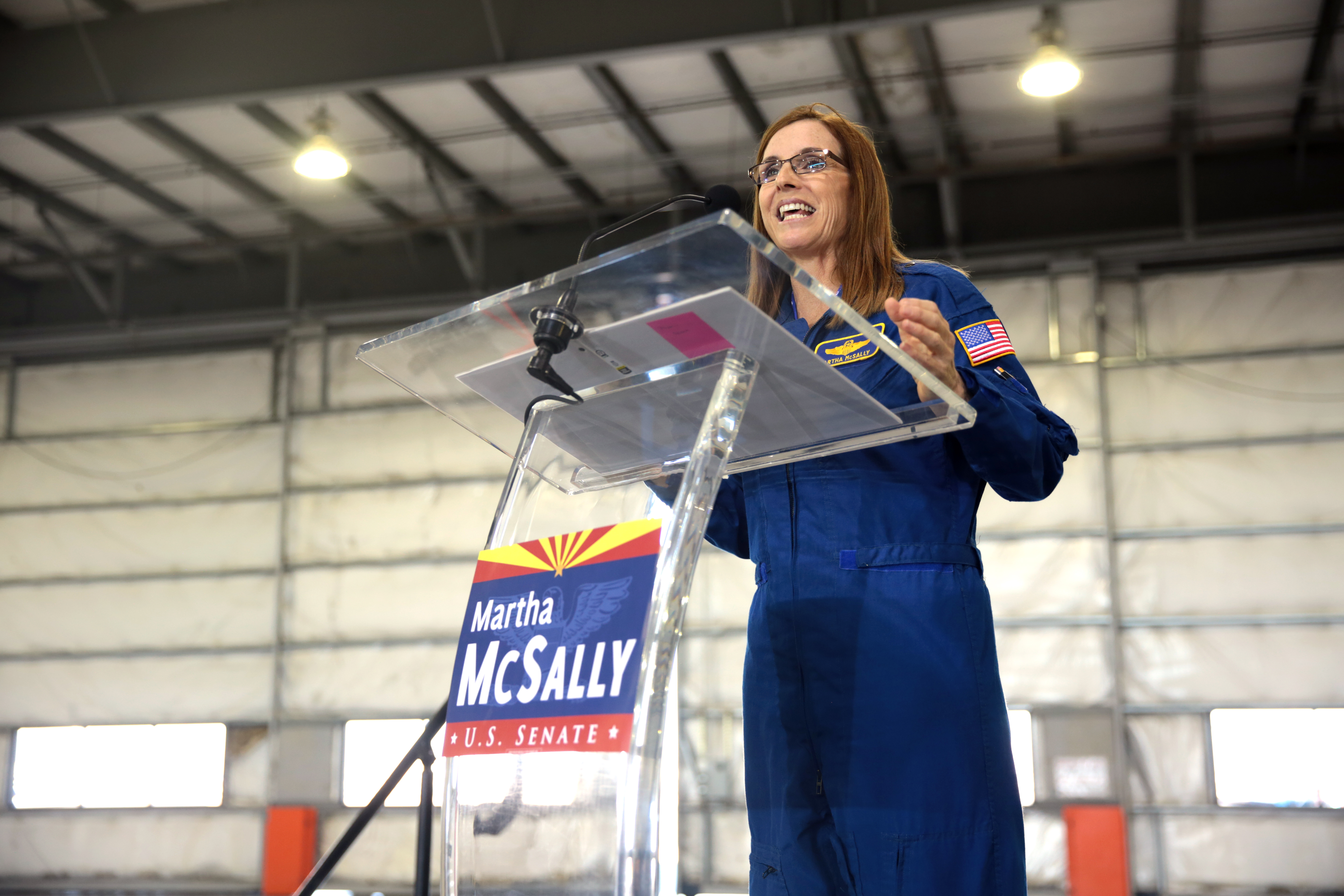
Martha McSally annonce sa candidature au Sénat en uniforme de l'armée de l'air américaine.

Après le retrait de Jeff Flake, McSally envisage de se présenter aux élections sénatoriales en 2018. Élue d'un district compétitif et importante leveuse de fonds, elle semble avoir les faveurs de l'establishment républicain. Sa possible candidature est cependant rejetée par de nombreuses associations conservatrices, à l'image du Club for Growth (en) ou de FreedomWorks. Elle annonce officiellement sa candidature le 12 janvier 2018.
Le 28 août 2018, elle remporte largement la primaire républicaine contre l'ancienne sénatrice d'État Kelli Ward et Joe Arpaio, deux figures de la droite du parti. Elle affronte alors sa collègue démocrate Kyrsten Sinema lors de l'élection générale du 6 novembre.
Le décompte des suffrages en Arizona est particulièrement long en raison du nombre élevé de votes par procuration. Alors que McSally bénéficie d'une faible avance le soir de l'élection, Sinema la dépasse dans les jours qui suivent lorsque les votes ayant été postés sont comptés, ce qui attire l'ire du président Donald Trump qui va jusqu'à faire flotter l'idée d'une nouvelle élection,. Le 12 novembre, presque une semaine après le jour du vote, les autorités annoncent que Sinema a remporté l'élection, une première en 25 ans pour les démocrates en Arizona.

#### Désignation par le gouverneur de l'Arizona
Elle devient cependant sénatrice quelques semaines plus tard. Elle est nommée le 18 décembre 2018 par le gouverneur Doug Ducey en remplacement de Jon Kyl, lui-même nommé en septembre précédent pour pallier le siège laissé vacant par la mort de John McCain et ne souhaitant pas poursuivre le mandat. Elle prête serment le 3 janvier 2019 après Kyrsten Sinema, qui devient ainsi le sénateur senior de l'État et la première sénatrice de l'Arizona.
En février 2020, elle vote pour acquitter Donald Trump lors de son procès en destitution.
En avril 2020, dans le cadre de la pandémie de Covid-19 aux États-Unis, elle affirme que la Chine devrait annuler les dettes des États-Unis et que le directeur général de l'Organisation Mondiale de la Santé devrait démissionner							.
Martha McSally est à nouveau candidate à l'élection sénatoriale de 2020. Elle remporte la primaire républicaine en rassemblant plus de 75 % des voix face à un candidat de la droite du parti, Daniel McCarthy. Elle est cependant handicapée par les mêmes difficultés qu'en 2018 : l'impopularité du président et un adversaire démocrate modéré avec un important avantage financier. Elle est en effet distancée dans les sondages par le démocrate Mark Kelly,.
Lors du scrutin du 3 novembre, elle est largement battue par Mark Kelly.

## Commentaires d'observateurs politiques
En 2015, The Douglas Dispatch a publié un éditorial reprochant à McSally d'avoir bloqué leur accès aux réunions faites dans son district,. Les analystes politique Stuart Rothenberg, Tucson Weekly et Ozy ont critiqué McSally pour son refus de prendre des positions claires sur des questions de politique telles que le shutdown de 2013 et la réforme de l'immigration, ,.
En 2016, la version anglophone de Elle décrit McSally comme une conservatrice modérée et pragmatique « cherchant à s'engager dans des discussions rationnelles basées sur des faits mutuellement convenus ». Selon Elle, McSally est à la fois « un chien d'attaque novateur et intéressant pour les républicains en matière de politique étrangère et de sécurité » et quelqu'un qui suscite « la colère de la droite » principalement pour avoir refusé de voter pour le shutdown de l'administration et pour ne pas respecter la ligne du parti lorsque  les affrontements deviennent idéologiques à la Chambre.   
En 2018, The Arizona Republic, décrit McSally comme ayant été « l'un des collecteurs de fonds les plus prolifiques parmi les membres de la Chambre n'occupant pas un rôle de leadership, tout en se forgeant une réputation de législatrice consciencieuse et modérée ». Elle a été membre du Republican Main Street Partnership et du Tuesday Group,.
RFI note qu'en soutenant Donald Trump, son discours se déporte vers la droite et la décrit comme « une candidate républicaine autrefois modérée aujourd'hui « trumpisée » ». Après avoir longtemps manifesté son désaccord avec les prises de positions anti-migratoires, anti-musulmanes et misogynes de Donald Trump, quand elle annonce sa candidature comme républicaine au Sénat, Martha McSally retire son soutien à un projet de loi qu'elle avait contribué à porter pour la régularisation de jeunes sans papiers et vote pour la séparation des familles à la frontière, ainsi que pour l'abrogation du Patient Protection and Affordable Care Act (Obamacare).